# Era (fiume)
L'Era è un fiume della Toscana lungo 54 km. Nasce presso Volterra e sfocia nell'Arno a Pontedera. Ha origine da due torrenti: l'Era Viva, che nasce in località Pignano presso Volterra e l'Era Morta, che nasce in località Montemiccioli.
Ha come affluenti, di sinistra: fiume Cascina, torrente Ragone, torrente Sterza, il torrente Alpino e il botro Rosciano, di destra: torrente Capriggine, torrente Roglio, il torrente Strolla e il torrente Fregione.

## Fatti storici
Nella metà del XVI secolo furono corretti alcuni meandri del fiume.
Il Cascina inizialmente sfociava direttamente in Arno ad ovest dell'attuale città di Cascina almeno fino al 1179. Successivamente nel piano di bonifica della intera zona il comune di Pisa deviò il suo corso facendolo confluire presso Ponsacco.

Così lo descrisse Cosimo Ridolfi nel Giornale Agrario Toscano (1832):
Quei terreni presentano tutti i caratteri di una vegetazione vigorosa, e quindi spontaneità, ed abbondanza nelle erbe, e nelle piante arboree, fra le quali le viti sono rigogliosissime.»
(Giornale Agrario Toscano Cosimo Ridolfi)
Il letto del fiume era in passato popolato da conchiglie bivalvi e univalvi marine.
Il 4 novembre 1966 l'Era ruppe gli argini a Pontedera inondando la città.
Il 31 gennaio 2014 l'Era ruppe gli argini a Ponsacco inondando la parte est del paese fino alla corrispondenza con il ponte sul fiume Cascina.

## La cartografia

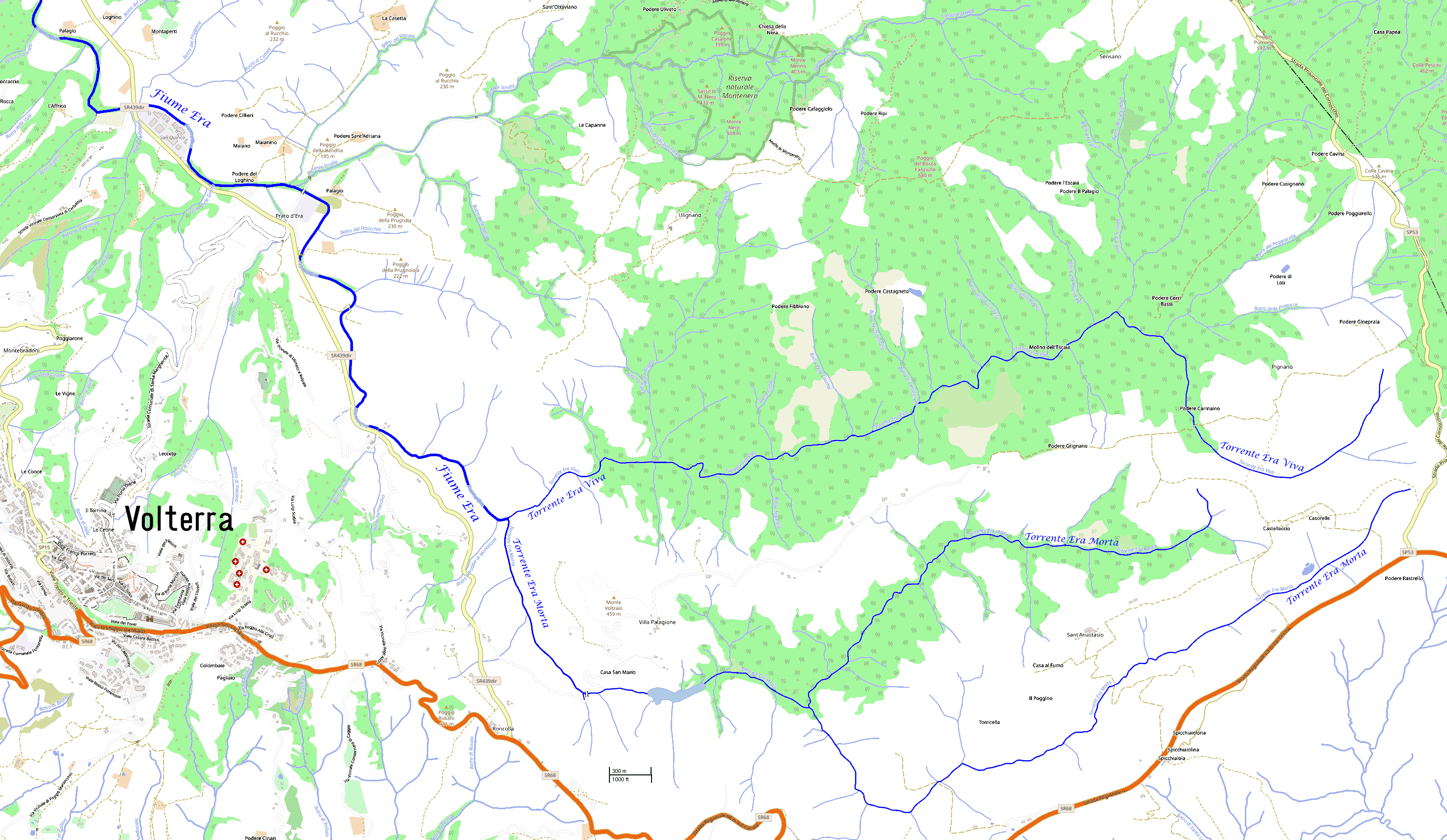
Le sorgenti del fiume, l'Era Viva e l'Era Morta